# قره اغاج (أبهررود)
قره اغاج (بالفارسية: قره اغاج) هي قرية تقع في إيران في قسم أبهررود الریفي. يقدر عدد سكانها بـ 101 نسمة بحسب إحصاء 2016.